# Sedici anni
Sedici anni è un film italiano del 1973 diretto da Tiziano Longo.